# VisiCalc
VisiCalc (cho "Visible Calculator") là chương trình máy tính bảng tính đầu tiên dành cho máy tính cá nhân, ban đầu được phát hành cho Apple II bởi VisiCorp. Nó thường được coi là ứng dụng đã biến chiếc máy vi tính từ sở thích của những người đam mê máy tính trở thành một công cụ kinh doanh nghiêm túc, khiến IBM giới thiệu IBM PC hai năm sau đó.  VisiCalc được coi là ứng dụng sát thủ của Apple II.  Nó đã bán được hơn 700.000 bản trong sáu năm, và hơn 1 triệu bản trong lịch sử của nó.
Ban đầu được phát triển cho Apple II bằng cách sử dụng bộ hợp dịch 6502 chạy trên hệ thống chia sẻ thời gian Multics,  VisiCalc đã được chuyển sang nhiều nền tảng, cả tám bit và một số hệ thống 16 bit đầu tiên. Để làm được điều này, công ty đã phát triển các nền tảng cổng tạo ra các phiên bản tương thích với lỗi. Công ty đã áp dụng cách tiếp cận tương tự khi ra mắt PC IBM, sản xuất một sản phẩm về cơ bản giống với phiên bản Apple II 8-bit ban đầu. Doanh số ban đầu rất nhanh, với khoảng 300.000 bản được bán ra.
VisiCalc đã sử dụng ký hiệu A1 trong các công thức.
Khi Lotus 1-2-3 ra mắt vào năm 1983, tận dụng tối đa bộ nhớ mở rộng và màn hình của PC, doanh số bán hàng của VisiCalc gần như chỉ sau một đêm sụt giảm nhanh chóng khiến công ty sớm vỡ nợ. Lotus Development đã mua lại công ty vào năm 1985,  và ngay lập tức chấm dứt việc bán VisiCalc và các sản phẩm khác của công ty.

## Lịch sử
Năm 1978, Daniel Bricklin là sinh viên Khoa Quản trị kinh doanh của Đại học Harvard. Ngồi trên giảng đường, anh thấy giáo sư quá vất vả khi tính toán với các con số trên bảng. Mỗi khi sửa lại một con số, ông phải xóa và tính toán rất nhiều số khác. Anh mơ ước có một chiếc "bảng thông minh", để khi cần phải sửa một vài số khác, những số còn lại được tự động tính toán lại và cho kết quả đúng.
"Tôi còn tưởng tượng mình có một chiếc máy tính bấm tay với hòn bi ở mặt sau giống như con chuột máy tính..." Đó là lời nói của anh khi vừa xem xong mẫu chuột máy tính đầu tiên của Douglas Engelbart. Thậm chí anh còn: "...tưởng tượng mình có một màn hình lớn, giống như màn hình radar trên máy bay. Mình có thể di chuyển máy tính, nhấn một vài phím và kết quả của chúng hiện trên màn hình..." (vào thời kì đó máy tính cá nhân mới xuất hiện không lâu, phổ biến là máy Apple II với màn hình nhỏ và còn chưa có chuột).
Một sự kiện đã góp phần làm cho ý tưởng của anh nhanh chóng trở thành hiện thực. Vào mùa hè năm 1978 anh phải làm một bài tập lớn: phân tích các hoạt động kinh doanh của hãng Pepsi-Cola. Daniel Bricklin có hai lựa chọn: hoặc tính toán với máy tính bấm tay TI, hoặc thuê giờ chạy trên máy tính lớn của một Trung tâm máy tính (một điều kiện rất khó, một phần do túi tiền, một phần do khó thuê và khó sử dụng). Anh quyết định viết chương trình máy tính cho riêng mình.

## Quá trình phát triển
Daniel Bricklin mượn máy tính cá nhân Apple II của một người bạn tên là Dan Fylstra để làm việc. Mùa hè trôi qua và chương trình đã viết xong. Chương trình còn rất đơn giản, nhưng ít nhất nó có mươi cột, vài chục hàng và thực hiện được các phép tính số học. Tuy vậy nó đã giúp anh hoàn thành bài tập lớn một cách nhanh chóng.

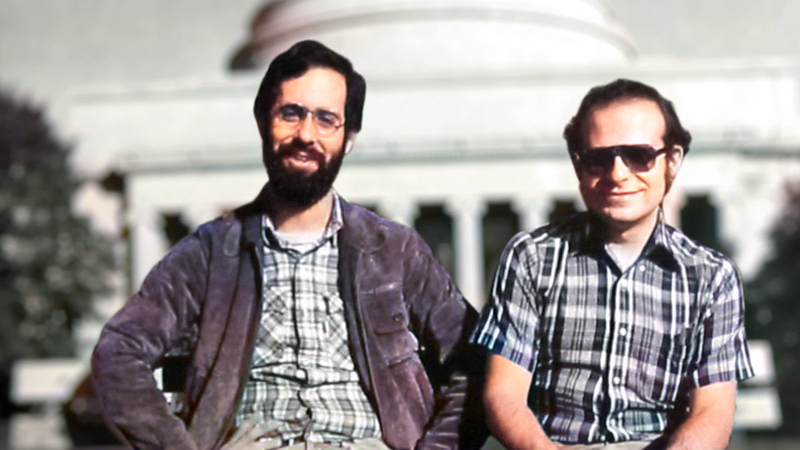
Daniel Bricklin và Bob Frankston

Được sự động viên của Dan Fylstra và bạn bè, ngay tháng 1 năm 1979, anh cùng một người bạn, Bob Frankston, thành lập một công ty riêng với tên Software Arts (nghệ thuật phần mềm) để phát triển chương trình thành sản phẩm có thể thương mại hoá được.
Trải qua nhiều khó khăn ban đầu, phiên bản thử nghiệm của phần mềm được giới thiệu vào tháng 5 năm 1979 tại Hội chợ Máy tính ở San Francisco. Phần mềm được lấy tên là VisiCalc (từ ghép từ hai từ tiếng Anh visible và calculate, có nghĩa là tính toán trực quan).

## Thành tựu
Sau khi ra mắt phiên bản thử nghiệm ít lâu, vào tháng 9 năm đó, VisiCalc được công bố rộng rãi tại Hội nghị Máy tính Quốc gia ở New York City. Phần mềm đã gây được ấn tượng trong lĩnh vực máy tính (và sau này là người góp vốn sáng lập các hãng Lotus và Compaq) đã đánh giá rất cao VisiCalc, xem như là một sản phẩm trí tuệ làm thay đổi phong cách sử dụng maý tính cá nhân từ một công cụ nghiên cứu trở thành công cụ trong kinh doanh.
Sự phát hành VisiCalc là một trong những sự kiện nổi bật của thời bấy giờ.

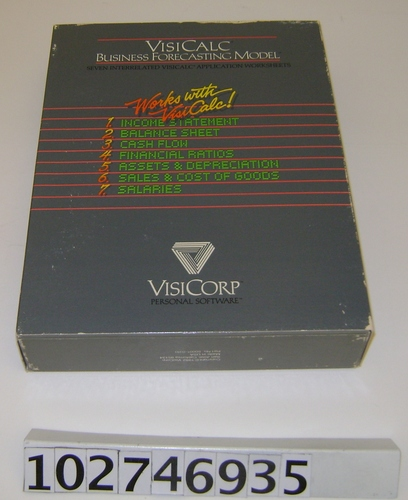
Hộp đựng chương trình cài đặt VisiCalc của hệ máy IBM PC

Phiên bản đầu tiên, phiên bản 1.37, của VisiCalc được chính thức phát hành vào tháng 10 năm 1979. Chỉ trong khoảng thời gian ngắn (1979-1984), một triệu bản của phần mềm đã được bán ra.
VisiCalc đã nhận được nhiều giải thưởng. Giải thưởng đầu tiên là giải thưởng "Voi trắng", một giải thưởng hằng năm của Adam Osborme dành cho các sản phẩm có giá trị nhất của năm.
Tháng 1 năm 1982, trong một bài báo chuyên ngành, các tác giả của VisiCalc đã được đánh giá là hai trong số bảy người đã khai sinh ra một ngành công nghiệp mới, cùng với Bill Gates, người nổi tiếng thời bấy giờ với ngôn ngữ lập trình BASIC.
Vào năm 1985, công ty Software Arts cùng với VisiCalc được bán cho hãng Lotus để từ đó phát triển thành chương trình bảng tính Lotus 1-2-3.